# Roberto Chen
Roberto Leandro Chen Rodríguez, conegut com a Roberto Chen, és un futbolista panameny que juga com a defensa central al Màlaga CF. Pot jugar també per la banda dreta, i és tècnicament bo amb la pilota als peus.